# Julien Alfred
Julien Alfred (née le 10 juin 2001 à Castries) est une athlète saint-lucienne, spécialiste du 100 mètres et du 200 mètres. Elle est championne olympique du 100 mètres et vice-championne du 200 en 2024 à Paris et championne du monde en salle du 60 mètres en 2024 à Glasgow.

## Biographie
Julien Alfred est remarquée par un bibliothécaire de son école à Castries alors qu'elle s'amuse à défier les garçons au sprint. Il l'encourage à rejoindre un club. En 2013, à l'âge de 12 ans, elle perd son père et arrête l'athlétisme pendant deux ans.

### Débuts internationaux
À quinze ans, elle est nommée Jeune athlète de l'année de Sainte-Lucie, un prix reçu à nouveau en 2017. En 2015, elle est aussi gagnante du championnat d'Amérique centrale et des Caraïbes en sprint. Elle déménage ensuite en Jamaïque en l'absence de programme d'entraînement local et est scolarisée au lycée Sainte-Catherine.
Julien Alfred gagne une médaille d'argent sur 100 mètres lors des Jeux olympiques de la jeunesse de 2018 se déroulant à Buenos Aires. 
Après cette compétition, elle reçoit une bourse d'études de l'université du Texas et déménage aux États-Unis, où elle s'entraîne sous la houlette d'Edrick Floréal. 

### Saison 2022
Lors de la saison 2022, le 14 mai, elle améliore ses records en courant 10 s 81 sur 100 mètres et 22 s 46 sur 200 mètres à Lubbock. Ces performances constituent également des nouveaux records nationaux. Un mois plus tard, elle remporte le 100 mètres et le relais 4 × 100 mètres avec l'équipe de Université du Texas lors de la finale des Championnats NCAA. 
Sélectionnée pour ses premiers championnats du monde, à l'occasion des Mondiaux de Eugene en juillet, elle termine deuxième de sa série (11 s 5) mais est disqualifiée en demi-finale pour faux-départ. 
Le 3 août, elle décroche la médaille d'argent des Jeux du Commonwealth de Birmingham en 11 s 1, devancée par la championne olympique jamaïcaine Elaine Thompson-Herah (10 s 95).

### Saison 2023
Lors de l'hiver 2023, pour la saison universitaire, elle est invaincue sur 60 m et améliore son propre record national trois fois consécutivement : le 21 janvier, lors de sa rentrée, elle réalise à Albuquerque 7 s 2, puis 7 s 0 dans la même ville le 4 février. Le 25 février, aux championnats Big 12 à Lubbock, elle descend pour la première fois sous les 7 secondes en réalisant le temps de 6 s 97, record national, record de la NCAA, deuxième meilleure performeuse mondiale de l'année, huitième performeuse mondiale de tous les temps, à seulement 5 centièmes du record du monde d'Irina Privalova, datant de 1992. À 21 ans, 8 mois et 15 jours, l'athlète de Sainte-Lucie devient la plus jeune femme de l'histoire à courir sous les 7 secondes, dépassant Marion Jones, jusque-là la plus jeune (22 ans, 4 mois et 26 jours). Une heure et demie plus tard, elle devient la 4e meilleure performeuse mondiale de l'histoire sur 200 m en courant en 22 s 26, record national, derrière Merlene Ottey (21 s 87), Abby Steiner (22 s 09), Irina Privalova (22 s 10), et devant la légende Heike Drechsler (22 s 27).
Le 11 mars 2023 au cours des championnats NCAA en salle à Albuquerque, Julien Alfred égalise la deuxième meilleure performance de l'histoire sur 60 m (6 s 94) et sur 200 m indoor (22 s 01).

### Saison 2024 et Jeux olympiques de Paris
En mars 2024 à Glasgow, elle est couronnée championne du monde en salle du 60 m en 6 s 98, battant de deux centièmes de seconde la Polonaise Ewa Swoboda. Elle devient ainsi la première athlète de Sainte-Lucie à remporter une médaille en athlétisme dans un grand championnat,. 
Elle obtient la médaille d'or aux 100 m lors des J.O. 2024 à Paris, battant la favorite Sha'Carri Richardson en 10 s 72. Il s'agit de la première médaille olympique pour Sainte-Lucie, qui participe aux Jeux olympiques depuis 1996. Elle profite de l'exposition médiatique pour encourager son pays à investir dans des infrastructures sportives de meilleure qualité pour les sportifs de haut niveau. Le 13 septembre, elle s'impose en finale de la Ligue de diamant.

### Saison 2025
Alfred effectue sa première course de l'année 2025 le 2 février lors du New Balance Indoor Grand Prix à Boston. A cette occasion, elle bat le record de Sainte-Lucie du 300 m en 36 s 16. Lors de la saison en salle, elle ne dispute aucune course sur 60 m et ne défend donc pas son titre de championne du monde de la distance à Nankin. Le 5 avril, lors du Miramar Invitational en Floride, elle améliore à nouveau le record national du 300 m, cette fois en plein air, en s'imposant en 36 s 05 devant Shericka Jackson. Le 19 juillet, à l'occasion du meeting Diamond League de Londres, elle dispute l'épreuve du 200 m et s'impose en 21 s 71, avec un vent défavorable de 0,6 m/s. Ce temps la classe comme la 9e femme la plus rapide de tous les temps sur la distance.

## Palmarès
| Date | Compétition                              | Lieu         | Résultat | Épreuve | Marque  |
| ---- | ---------------------------------------- | ------------ | -------- | ------- | ------- |
| 2018 | Jeux olympiques de la jeunesse           | Buenos Aires | 2e       | 100 m   | 23 s 22 |
| 2022 | Jeux du Commonwealth                     | Birmingham   | 2e       | 100 m   | 11 s 01 |
| 2023 | Jeux d'Amérique centrale et des Caraïbes | San Salvador | 1re      | 100 m   | 11 s 14 |
| 2023 | Championnats du monde                    | Budapest     | 5e       | 100 m   | 10 s 93 |
| 2023 | Championnats du monde                    | Budapest     | 4e       | 200 m   | 22 s 5  |
| 2024 | Championnats du monde en salle           | Glasgow      | 1re      | 60 m    | 6 s 98  |
| 2024 | Jeux olympiques                          | Paris        | 1re      | 100 m   | 10 s 72 |
| 2024 | Jeux olympiques                          | Paris        | 2e       | 200 m   | 22 s 8  |

## Records
| Épreuve | Épreuve   | Temps        | Lieu        | Date            |
| ------- | --------- | ------------ | ----------- | --------------- |
| 60 m    | En salle  | 6 s 94 (NR)  | Albuquerque | 11 mars 2023    |
| 100 m   | Plein air | 10 s 72 (NR) | Paris       | 3 août 2024     |
| 200 m   | Plein air | 21 s 71 (NR) | Londres     | 19 juillet 2025 |
| 200 m   | En salle  | 22 s 1 (NR)  | Albuquerque | 11 mars 2023    |